# 津金恵
津金 恵（つがね　めぐみ、1995年10月18日 - ）は長野県塩尻市出身の日本人の女子柔道選手である。階級は63kg級。身長160cm。バスト99cm。リーチ162cm。握力は右36kg、左36kg。血液型はA型。組み手は右組み。段位は参段。得意技は内股。尊敬する柔道家は谷本歩実。現在はパーク24所属。2020年7月に警視庁所属の柔道選手と結婚して堀川姓となった。

## 経歴
松本第一高校の柔道部監督を務めている父親の影響を受けて、柔道は5歳の時に兄と姉に続いて一誠館で始めた。練習は週2日ほどでそれほどきつくなかったという。小学生の時は身長が160cm近くで体重が70kgほどあったことも手伝って、軽量級の出口クリスタを軽く一蹴するなど、長野県内では無敵だった。しかし、全国小学生学年別柔道大会には小学校5年の時に40kg超級、6年の時に45kg超級に出場したものの、ともに予選リーグで敗れた。
丘中学に進学すると誠心館道場所属となり、出口クリスタと一緒になった。但し、誠心館は一誠館とは違い、きつい練習が課されたために体重も10kgほど減少した。しかしながら、2年と3年の時には全国中学校柔道大会63kg級で2位となった。
松商学園高校に進学すると、高校1年の時にはインターハイ63kg級で決勝まで上がるものの、高岡龍谷高校3年の佐野賀世子に内股で技ありを取られて2位にとどまった。さらに全国高校選手権では、宮崎商業高校2年の松本千奈津に大外刈で有効を取られてまたも2位だった。団体戦ではチームメイトの出口クリスタとともに活躍して3位となった。
高校2年になると、8月のインターハイでは団体戦で3位だったものの、個人戦では3回戦で優勝候補である淑徳高校3年の田代未来に反則勝ちすると、決勝でも春の高校選手権で敗れた松本を内股の技ありで破って優勝を果たした。9月の全日本ジュニアの決勝では昨年のインターハイで敗れた山梨学院大学1年の佐野を内股で破って優勝した。11月の講道館杯では準々決勝で三井住友海上の阿部香菜に小内刈で敗れるが、その後の3位決定戦では了徳寺学園の田中美衣を内股で破って3位となった。12月のグランドスラム・東京では準決勝でブラジルのラファエラ・シルバをGSに入ってから内股の技ありで破ると、決勝では講道館杯で敗れた阿部に小内刈の有効で勝ち、史上最年少となる17歳1ヶ月にしてグランドスラム大会を制覇することになった。
2013年2月のグランプリ・デュッセルドルフでは準々決勝でフランスのクラリス・アグベニューに開始早々の内股で敗れるなどして5位だった。3月の全国高校選手権では、決勝で東大阪大敬愛高1年の池絵梨菜に有効で敗れて昨年に続いて2位にとどまった。また、団体戦では決勝で敬愛高校と対戦して芳田司と引き分けるも、出口が相手エースの岡史生に合技で敗れたために2位に終わった。
高校3年になると、8月のインターハイ団体戦では初戦で敗れたものの、個人戦では3回戦で春の高校選手権で敗れた池を足車で破ると、決勝では桐蔭学園高校1年の嶺井美穂を大外返で破って2連覇を達成した。
9月の全日本ジュニアでは2連覇を成し遂げた。10月の世界ジュニアでは準決勝までオール一本で勝ち進むが、決勝ではオランダのドー・ベレマと対戦して指導2でリードしながら、終盤に払巻込で有効を取られて逆転負けを喫した。団体戦では決勝のフランス戦で一本勝ちするなどチームの優勝に貢献した。12月のエクサンプロヴァンスジュニア国際では2連覇を果たした。なお、この際にフランスの著名な柔道サイトであるL'Esprit du Judoから、“かわいこちゃん”と評されることになった。2014年2月のヨーロッパオープン・ローマでは優勝を飾った。
2014年4月からは筑波大学へ進学した。1年の時には講道館杯の初戦で敗れたが、グランプリ・青島では3位になった。2015年2月のヨーロッパオープン・ソフィアでは、決勝でイギリスのアリス・シュレジンガーを内股の技ありで破って優勝を飾った。
2年の時にはユニバーシアードに出場すると、決勝で地元韓国のパク・ジユンに内股で一本勝ちして優勝を飾った。また、団体戦でも優勝を飾った。学生体重別では決勝でフィリピン代表として活躍している早稲田大学1年の渡辺聖未に大外刈で有効を取られて2位にとどまった。
3年の時には4月の選抜体重別決勝で大学の同級生である能智亜衣美に有効で敗れて2位にとどまった。アジア選手権では決勝でカザフスタンのマリアン・ウルダバエワにポイントの取り合いの末に小外刈で敗れて2位に終わった。団体戦では準決勝のカザフスタン戦で再びウルダバエワに有効で敗れるも、決勝のモンゴル戦で一本勝ちするなどして優勝を飾った。10月の学生体重別では決勝で渡辺を内股の技ありで破って優勝を飾り、昨年の雪辱を果たした。講道館杯では準決勝で桐蔭横浜大学1年の嶺井に敗れて3位だった。12月のグランドスラム・東京では2回戦でフランスの選手に指導1で敗れた。2017年2月のグランプリ・デュッセルドルフでは準々決勝でアグベニューにGSに入ってから技ありで敗れると、その後の3位決定戦でも三井住友海上の鍋倉那美にGSに入ってから指導2で敗れて5位にとどまった。
4年の時には4月の選抜体重別決勝で昨年に続いて能智と対戦すると、GSに入ってから反則勝ちを収めて今大会初優勝を果たした。この際に、「気持ちの勝負。泥臭くても絶対に勝とうと思った」「63キロ級に自分がいることを示したかった」「一つの通過点と思いたい。(世界選手権には)絶対に私が出て勝ちたい」と語った。しかしながら、この階級はグランドスラム・東京や冬季ヨーロッパ遠征など最近のIJFワールド柔道ツアーで唯一優勝者を出せていなかったということもあり、世界選手権には津金を含めて誰も派遣しないことになった。津金サイドは納得いかず、全柔連にこの件に関して説明を求めた。また、強化委員会の一部からも派遣見送りを疑問視する声があがった。しかし、女子代表チームの監督で津金が所属する筑波大学柔道部の総監督も務める増地克之は、「世界選手権は出ればいいという大会じゃない」という点を強調した。個人戦代表にはなれなかったが、世界団体のメンバーに能智とともに選出された。しかし、6月にIJFが2020年の東京オリンピックで採用されることが決まった男女混合による6人制の団体戦を世界団体に新規導入したために、津金の属する63kg級は団体戦で行われなくなり、結果、世界団体のメンバーから外されることになった。この際に、「悔しくて悲しいけど、ここで腐ったら終わる」とコメントした。同じく外れた能智はこの時の様子を次のように語っている。「めぐ（＝津金）も落ち込んでいて、2人で『なんでだろう』と言っていました。それでも次の大会に向けて努力している姿を見て『私も頑張ろう』という気持ちになりました。めぐは絶対に負けたくない相手だけど、力を与えてくれる存在でもあります」。また、後に津金自身は「いろいろあったけど、自分の実力不足が全て」と振り返った。6月の優勝大会では決勝で出口率いる山梨学院大学と対戦すると、70kg級の新添左季と引き分けるもチームは敗れて2位だった。1週間後に迫った7月のグランプリ・フフホトに出場予定だったが、左膝の内側側副靱帯損傷を理由に出場を回避した。8月の世界選手権には57kg級代表である芳田司の練習パートナーとして同行した。9月にはグランプリ・ザグレブへ出場する際に、「東京五輪の闘いは始まっている。１つも落とせないし、落とさない」と意気込みを語った。その大会では決勝で鍋倉と対戦すると、技あり2つを取られて2位に終わった。11月の講道館杯では準決勝でコマツの田代に内股で敗れると、3位決定戦でも鍋倉に技ありで敗れて5位だった。12月のグランドスラム・東京では準々決勝でオリンピックチャンピオンであるスロベニアのティナ・トルステニャクにGSに入ってから反則負けするが、敗者復活戦を勝ち上がって3位になった。2018年2月のグランドスラム・デュッセルドルフでは決勝でスロベニアのアンドレヤ・レシキに技ありで敗れて2位に終わった。
大学卒業後の2018年4月からはパーク24の所属となった。体重別では初戦で世界ジュニアチャンピオンである兵庫県警の荒木穂乃佳に反則負けを喫した。8月のグランプリ・ブダペストでは初戦でロシアのエカテリーナ・バルコワに開始早々の合技で敗れた。11月の講道館杯では初戦で敗れた。
2019年9月の実業個人選手権では3位だった。11月の講道館杯では準々決勝で鍋倉に技ありで敗れると、その後の3位決定戦でも会社の1年先輩である山本杏に反則負けして5位だった。
結婚して堀川に苗字が変わってから初の大会出場となった2020年11月の講道館杯では、決勝で帝京大学3年の渡邉聖子を技ありで破って今大会初優勝した。
2021年4月の体重別では初戦でミキハウスの佐藤史織に反則負けした。11月のグランドスラム・バクーでは準決勝でモンゴルのボルド・ガンハイチに技ありで敗れて3位だった。
2022年2月のグランドスラム・テルアビブでは決勝でイギリスのジェマ・ハウエルに反則勝ちして、2012年のグランドスラム・東京で優勝して以来約10年ぶり2度目となる、IJFワールド柔道ツアーでの勝利を収めた。4月の体重別では決勝で了徳寺大学職員の鍋倉那美に反則勝ちして優勝した。また、世界選手権代表に選ばれた。7月のグランドスラム・ブダペストでは準決勝でハウエルを崩袈裟固で破るなどオール一本勝ちして決勝まで進むと、ポーランドのアンジェリカ・シマンスカを足車の技ありで破って優勝した。10月の世界選手権では準決勝でポルトガルのバルバラ・ティモを合技で破ると、決勝ではカナダのカトリーヌ・ボーシュマン＝ピナールを内股で破って優勝を飾った。世界団体には当初出場する予定はなかったものの、田中志歩のケガにより予選のみ出場して勝利を収めると、その後チームは優勝した。11月には長野県からスポーツ栄誉賞が授与された。12月のグランドスラム・東京では準決勝で渡邉に反則負けして3位だった。その後の強化委員会で2023年の世界選手権代表に決まった。
2023年3月のグランドスラム・タシケントでは決勝でメキシコのプリスカ・アウィティ・アルカラスを内股で破るなどオール一本勝ちして優勝した。5月の世界選手権では3回戦でアウィティ・アルカラスに技ありで敗れた。8月のワールドマスターズでは準決勝でコソボのラウラ・ファズリウに技ありで敗れて3位だった。12月のグランドスラム・東京では準々決勝でパリオリンピック代表争いをしている高市との直接対決になるが反則負けを喫した。その後の敗者復活戦でレシキを合技で破るも、3位決定戦で明治国際医療大学2年の髙木水月に反則負けを喫して5位だった。この結果により、パリオリンピック代表には選ばれなかった。
2024年2月のグランドスラム・パリでは3回戦で地元フランスのアグベニューに12分30秒以上の戦いの末に反則負けを喫した。4月の体重別では決勝で福岡県警の青野南美に内股で敗れて2位だった。しかし、最近の実績から世界選手権代表に選出された。5月の世界選手権では3回戦でアグベニューに合技で敗れた。12月のグランドスラム・東京では準決勝でブイ・テクノロジーの嘉重春樺に腕挫十字固で敗れると、青野との3位決定戦を棄権したたため5位だった。
2025年4月の体重別は左肘のケガにより出場を辞退した。6月には現役引退を表明するとともに、所属先のパーク24も退社することになった。今後は夫の勤務先である北海道に転居して、柔道教室などにも積極的に関わっていきたいという。

## 戦績
- 2009年 -　全国中学校柔道大会　2位
- 2010年 -　テューリンゲンジュニア国際大会　3位
- 2010年 -　全国中学校柔道大会　2位
- 2011年 -　インターハイ　2位
- 2012年 -　ベルギー国際柔道大会　ジュニアの部　3位　シニアの部　2位
- 2012年 -　全国高校選手権　個人戦　2位　団体戦　3位
- 2012年 -　韓国ジュニア国際　2位
- 2012年 -　インターハイ　個人戦　優勝　団体戦　3位
- 2012年 -　全日本ジュニア　優勝
- 2012年 -　国体 少年女子の部　3位
- 2012年 -　講道館杯　3位
- 2012年 -　グランドスラム・東京　優勝
- 2012年 -　エクサンプロヴァンスジュニア国際　優勝
- 2013年 -　グランプリ・デュッセルドルフ　5位
- 2013年 -　全国高校選手権　個人戦　2位　団体戦　2位
- 2013年 -　体重別　3位
- 2013年 -　インターハイ　個人戦　優勝
- 2013年 -　全日本ジュニア　優勝
- 2013年 -　国体　少年女子の部　3位
- 2013年 - 世界ジュニア　個人戦　2位　団体戦　優勝
- 2013年 -　講道館杯　5位
- 2013年 -　エクサンプロヴァンスジュニア国際　優勝
- 2014年 -　ヨーロッパオープン・ローマ　優勝
- 2014年 -　グランプリ・青島　3位
- 2015年 -　ヨーロッパオープン・ソフィア　優勝
- 2015年 - ユニバーシアード　　個人戦　優勝　団体戦　優勝
- 2015年 -　学生体重別　2位
- 2015年 -　グランプリ・チェジュ　7位
- 2016年 -　選抜体重別　2位
- 2016年 - アジア選手権　　個人戦　2位　団体戦　優勝
- 2016年 -　グランドスラム・バクー　7位
- 2016年 -　優勝大会　5位
- 2016年 -　学生体重別　優勝
- 2016年 -　講道館杯　3位
- 2017年 -　グランプリ・デュッセルドルフ　5位
- 2017年 -　選抜体重別　優勝
- 2017年 -　優勝大会　2位
- 2017年 -　グランプリ・ザグレブ　2位
- 2017年 -　体重別団体　3位
- 2017年 -　講道館杯　5位
- 2017年 -　グランドスラム・東京　3位
- 2018年 -　グランドスラム・デュッセルドルフ　2位
- 2019年 -　実業個人選手権　3位
- 2019年 -　講道館杯　5位
- 2020年 -　講道館杯　優勝
- 2021年 -　グランドスラム・バクー　3位
- 2022年 -　グランドスラム・テルアビブ 優勝
- 2022年 -　選抜体重別　優勝
- 2022年 -　グランドスラム・ブダペスト 優勝
- 2022年 -　世界選手権　優勝
- 2022年 -　世界団体　優勝
- 2022年 -　グランドスラム・東京　3位
- 2023年 -　グランドスラム・タシケント　優勝
- 2023年 -　ワールドマスターズ　3位
- 2023年 -　グランドスラム・東京　5位
- 2024年 -　選抜体重別　2位
- 2024年 - グランドスラム・東京　5位

(出典、JudoInside.com)